# 척산화당로
척산화당로(Cheoksanhwadang-ro)는 충청북도 청주시 서원구 남이면 척산삼거리 에서 화당삼거리를 잇는 도로이다.

## 주요 경유지
충청북도
- 청주시 서원구 남이면

## 노선 경로
| 이름       | 접속 노선                            | 소재지 | 소재지 | 소재지 | 비고 |
| ---------- | ------------------------------------ | ------ | ------ | ------ | ---- |
| 척산삼거리 | 국도 제17호선 (청남로)               | 청주시 | 서원구 | 남이면 |      |
| 모재고개   |                                      | 청주시 | 서원구 | 남이면 |      |
| 화당2교    |                                      | 청주시 | 서원구 | 남이면 |      |
| 화당삼거리 | 국가지원지방도 제32호선 (미천고은로) | 청주시 | 서원구 | 남이면 |      |

## 같이 보기
- 화당로